# Cerodontha phragmitophila
Cerodontha phragmitophila är en tvåvingeart som beskrevs av Erich Martin Hering 1935. Cerodontha phragmitophila ingår i släktet Cerodontha och familjen minerarflugor. Inga underarter finns listade i Catalogue of Life.